# Tuomo Turunen
Tuomo Turunen (født 30. august 1987 i Kuopio, Finland) er en finsk tidligere fodboldspiller (forsvarer). 
Turunen spillede to kampe for Finlands landshold. Der var tale om to venskabskampe mod henholdsvis Japan i 2009 og Polen i 2010. På klubplan repræsenterede han en række klubber i hjemlandet, herunder FC Honka, Inter Turku og KTP, og tilbragte desuden tre år i svensk fodbold.